# Isóclina

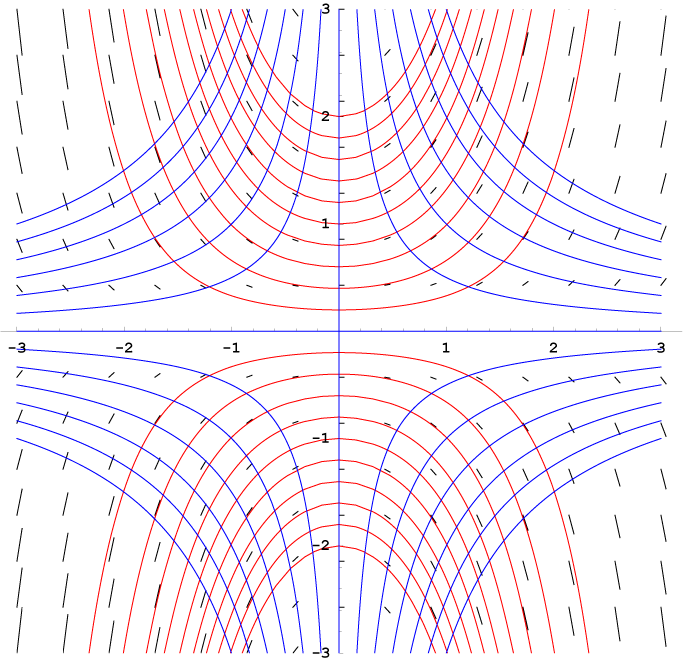
Isóclinas.

Uma isóclina, linha isóclina ou linha isoclínica é uma reta ou curva que tem a mesma inclinação quando comparada a uma outra. A palavra é derivada das palavras do grego isos (Ίδιος), que significa "o mesmo", e klini (κλίση), que significa "inclinação". 
Em navegação Aérea, isoclínicas são linhas que unem pontos de mesma inclinação magnética. Só serão representadas em cartas de altas latitudes onde o uso da bússola magnética não é aconselhável para orientação. (Trecho retirado do livro do Titus Roos)